# Světový pohár v biatlonu 2019/2020 – Kontiolahti
8. podnik Světového poháru v biatlonu v sezóně 2019/2020 probíhal od 12. do 14. března 2020 ve finském Kontiolahti. Na programu podniku byly závody ve sprintech a stíhací závody; původně se měly běžet i smíšený závod dvojic a smíšená štafeta.
Z důvodů zabránění šíření virové pandemie covidu-19 se tyto závody konaly – stejně jako předcházející podnik v Novém Městě na Moravě – bez diváků. Vyskytly se i další problémy: americká výprava musela narychlo odcestovat, aby se stačila do své země vrátit před definitivním uzavřením svých hranic.
Po sprintu žen oznámilo vedení Mezinárodní biatlonové unie, že nedělní závody dvojic a smíšených štafet se po dohodě s trenéry ruší a že tedy tento ročník končí sobotními stíhacími závody mužů a žen (závody v norském Holmenkollenu, které měly tento ročník zakončit, byly zrušeny již o den dříve). Ve stejné době oznámil Martin Fourcade, že ukončuje svoji biatlonovou kariéru a že tedy sobotní stíhací závod je jeho posledním. V sobotu pak oznámila konec i Finka Kaisa Mäkäräinenová.

## Program závodů
Oficiální program:
| Datum      | Disciplína           | Začátek (SEČ) | Počet závodníků |
| ---------- | -------------------- | ------------- | --------------- |
| 12. března | Sprint (muži)        | 15:30         | 100             |
| 13. března | Sprint (ženy)        | 15:30         | 95              |
| 14. března | Stíhací závod (muži) | 13:45         | 55              |
| 14. března | Stíhací závod (ženy) | 15:45         | 54              |
| 15. března | Smíšený závod dvojic | 13:15         | zrušeno         |
| 15. března | Smíšená štafeta      | 15:15         | zrušeno         |

## Průběh závodů

### Sprinty
Sprint mužů, který se konal jako všechny ostatní závody bez diváků, měl jednoznačný průběh: Johannes Thingnes Bø se od prvního mezičasu udržoval v čele průběžného pořadí. Když pak obě střelby zvládl bezchybně, s velkým náskokem se udržoval na prvním místě v cíli. Za něj se pak díky rychlému běhu i rychlé střelbě dostal Émilien Jacquelin. Toho pak v cíli předstihl Martin Fourcade, který začal pomaleji, ale v průběhu závodu se zlepšoval.  Zajímavostí závodu bylo, že z prvních 14 závodníků stříleli všichni kromě Benedikta Dolla bezchybně.
Z českých reprezentantů se toto podařilo i Michalu Krčmářovi a Ondřeji Moravcovi, ale běželi pomalu, takže dosáhli jen na 30. a 33. místo. Do stíhacího závodu postoupil ještě se dvěma nezasaženými terči Adam Václavík z 52. pozice.
V ženském sprintu startovala Markéta Davidová mezi prvními. V první polovině závodu se udržovala na třetím místě. Před ní byla Finka Kaisa Mäkäräinenová a s náskokem díky tradičně rychlému běhu vedla Němka Denise Herrmannová. Davidová a Herrmannová udělaly vstoje po jedné chybě (Mäkäräinenová tři), a zatímco Davidová v posledním kole zpomalovala, Němka jela stále rychle a přijela do cíle na vedoucí pozici. Davidová dojela sice průběžně druhá, ale později se před ní dostaly ještě další Němka Franziska Preussová, Norka Tiril Eckhoffová a Italka Lisa Vittozziová. Herrmannovou však již nikdo nepředjel a ta tak získala nejen druhé vítězství v této sezóně ve sprintu, ale především malý křišťálový glóbus za vítězství v této disciplíně. Z dalších českých biatlonistek získala body už jen Lucie Charvátová, která s třemi chybami dojela na 23. místě. Jessica Jislová a Eva Puskarčíková se aspoň probojovaly do sobotního stíhacího závodu.

### Stíhací závody
Hlavní zápletkou tohoto závodu bylo, zda Martin Fourcade dokáže porazit Nora Johannese Thingnese Bø o dostatečný počet míst, aby zvítězil v celkovém pořadí tohoto ročníku: pokud by Fourcade vyhrál, nesměl by Bø být lepší než pátý, pokud by Francouz byl druhý, musel by Bø dojet osmý a horší atd. Při druhé střelbě nezasáhl Nor jeden terč a Fourcade se dostal před něj. Při další střelbě udělal Bø tři chyby a klesl na pátou pozici. Pak se mu podařilo předjet Němce Arnda Peiffera a čtvrtý dojel také do cíle. V průběhu posledního kola se sice dostal na druhé místo, ale brzy jej předjeli Francouzi Émilien Jacquelin a Quentin Fillon Maillet, kteří spolu bojovali o malý křišťálový glóbus z této disciplíny. Fourcade vyhrál svůj poslední závod v kariéře, ale velký glóbus vybojoval s náskokem jen dvou bodů Johannes Thingnes Bø. 
Z Čechů podal dobrý výkon jen Adam Václavík. Při první a poslední střelbě sice udělal po dvou chybách, ale solidním během se posunul z 52. místa na startu na 30. pozici v cíli. Těsně před ním dojel Ondřej Moravec s dvěma chybami.
V závodu žen se také jelo o celkové vítězství v tomto ročníku: bojovaly o ně Norka Tiril Eckhoffová a Italka Dorothea Wiererová. Závod byl ovlivněn rychle se měnícím větrem, což u mnoha závodnic způsobilo nevyrovnané výkony. Eckhoffová se postupně ve třetím kole posunula na čtvrté místo, ale Wiererová se udržovala na devátém, čímž by získala celkové prvenství. První střelbu vstoje však zastřílela s dvěma chybami a klesla na 17. pozici. V tu chvíli by Eckhoffová, která střílela čistě a posunula se do čela, vyhrála celý světový pohár. Při poslední střelbě se však situace obrátila: Norka nezasáhla tři terče a Italka se dostala před ní. Eckhoffová dojel nakonec do cíle na desátém místě a Wiererová na jedenáctém, ale tak malý rozdíl nestačil na změnu celkového pořadí a velký křišťálový glóbus tak získala Dorothea Wiererová. Obhájila tak své vítězství z předcházející sezóny, což se naposledy podařilo Magdaleně Forsbergové v roce 2002. V závodě zvítězila poprvé v kariéře Francouzka Julia Simonová, která udělala na střelnici jen dvě chyby a rychle střílela. Poslední kolo nabídlo ještě boj Kaisy Mäkäräinenové o stupně vítězů ve svém posledním závodě v kariéře. Vyjížděla se ztrátou téměř 20 vteřin na Lisu Vittozziovou. Na posledním mezičase ji dojela na rozdíl dvou vteřin, ale více už nedokázala a skončila tak čtvrtá.
Z Češek jela dobře Markéta Davidová, která druhou střelbu jako jediná z prvních 13 závodnic zastřílela čistě a dostala se s náskokem do čela. Ten ve třetím kole ještě navýšila a na první střelbu vstoje přijížděla s téměř půlminutovým náskokem. Zde však nezasáhla tři terče, klesla na osmé místo, na kterém taky dojela do cíle. Lucie Charvátová s šesti chybami skončila na 28. pozici.

## Umístění na stupních vítězů

### Muži
| Disciplína              | První místo          | Výkon   | Druhé místo            | Výkon   | Třetí místo       | Výkon   |
| Sprint (10 km)          | Johannes Thingnes Bø | 22:27,8 | Martin Fourcade        | 22:48,9 | Émilien Jacquelin | 22:50,1 |
| Stíhací závod (12,5 km) | Martin Fourcade      | 31:25,4 | Quentin Fillon Maillet | 31:28,3 | Émilien Jacquelin | 31:29,9 |

### Ženy
| Disciplína            | První místo        | Výkon   | Druhé místo         | Výkon   | Třetí místo      | Výkon   |
| Sprint (7,5 km)       | Denise Herrmannová | 20:00,5 | Franziska Preussová | 20:20,6 | Tiril Eckhoffová | 20:32,8 |
| Stíhací závod (10 km) | Julia Simonová     | 30:43,5 | Selina Gasparinová  | 31:01,2 | Lisa Vittozziová | 31:04,4 |

## Pořadí zemí
| Pořadí | Země      | 1. místo | 2. místo | 3. místo | Celkově |
| ------ | --------- | -------- | -------- | -------- | ------- |
| 1.     | Francie   | 2        | 2        | 2        | 6       |
| 2.     | Německo   | 1        | 1        | 0        | 2       |
| 3.     | Norsko    | 1        | 0        | 1        | 2       |
| 5.     | Švýcarsko | 0        | 1        | 0        | 1       |
| 6.     | Itálie    | 0        | 0        | 1        | 1       |
|        | Celkem    | 4        | 4        | 4        | 12      |